# Herut
Herut (חרות), "Frihet" var ett marknadsliberalt och högernationalistiskt parti bildat 1948 av Menachem Begin. Partiet, som hade sina rötter i den sionistiska Revisioniströrelsen från 1925 och i Irgun Zvai Leumi, förespråkade ett Stor-Israel på båda sidor om Jordan.
Vid det första allmänna valet i staten Israel 1949 fick Herut 11,5 % av rösterna och fjorton platser i Knesset.
Partiet betraktades till en början som ett ytterlighetsparti som det inte gick att samarbeta med. David Ben-Gurion deklarerade att han var villig att samregera med alla partier utom Herut och kommunistpartiet Maki.
Efter hand växte Herut, framför allt bland invandrande sefardiska judar, och kom att bli det ledande oppositionspartiet i landet.
1965 gick Herut samman med det liberala partiet och bildade paraplyorganisationen Gahal inom vilken Herut var den dominerande gruppen.
1973 gick Gahal samman med två andra borgerliga partier och bildade storkoalitionen Likud. Herut, under ledning av Menachem Begin och hans efterträdare Yitzhak Shamir, fortsatte som den ledande gruppen inom Likud tills de olika partierna inom valalliansen formellt upplöstes 1988 och Likud blev ett enhetligt parti.
1998 bildade utbrytare ur Likud ett nytt Herutparti, Nationella rörelsen Herut, under ledning av Benny Begin (Menachem Begins son), Michael Kleiner och David Re'em och med politisk uppbackning av den förre Herutledaren och premiärministern Yitzhak Shamir.
Det nya Herut gick inför de allmänna valen 1999 samman med Moledet och Tkuma och bildade valkoalitionen Nationella Unionen med Benny Begin som förstanamn. Eftersom Nationella Unionen bara lyckades erövra fyra platser i Knesset så lämnade Benny Begin politiken strax efter valet.
Michael Kleiner efterträdde Begin som partiledare för Herut, som efter några månader lämnade Nationella Unionen.
2003 ställde Herut, för första gången sedan början av 1960-talet, upp i valet under egen valbeteckning.
Kleiner var förstanamn på listan och Baruch Marzel, f d medlem av det senare förbjudna partiet Kach. 
När Herut inte lyckades vinna något mandat i Knesset så lämnade Marzel Herut för att bilda sitt eget partiet Judiska Nationella Fronten.
Herut gjorde ett nytt försök i parlamentsvalet 2006. Denne gång följdes Kleiner på valsedeln av de politiska veteranerna Eli Joseph och Israel Cohen samt den förra miss Israel Yana Chudriker. 
Valet blev, trots en uppmärksammad valkampanj, ett rent fiasko för partiet som enbart fick 2387 röster (0,07%). 